# ケリヤ県
ケリヤ県（ケリヤけん）は、中華人民共和国新疆ウイグル自治区ホータン地区に位置する県。

## 歴史文化
古代中国で于田県はオアシス都市国家の扜弥王国があったとされ、紀元前60年に西域都護がおかれ中原王朝を統治していた。
于田県はシルクロードの重要な都市であり、中西文化、仏教、イスラム教と文明的に重要な交流地であり、世界三大金玉の一つである。
1004年前後にカラハン朝が滅亡し、ホータン王国の一部となった。
1882年に于闐県（うてんけん）が成立した。和闐県（のちに和田県）と同じくホータンの音訳より由来した。ウイグル語名のケリヤは別に、ケリヤ河より由来した。
1959年に于闐県より于田県と改称された。

## 行政区画
2鎮、13郷を管轄：
- 鎮：ムガッラ鎮（木尕拉鎮）、シェンバイ・バザル鎮（先拝巴扎鎮）
- 郷：ジャイ郷（加依郷）、キョクヤル郷（科克亜郷）、アラル郷（阿熱勒郷）、アルシ郷（阿日希郷）、レンゲル郷（蘭干郷）、スィイェク郷（斯也克郷）、トグラガズ郷（托格日尕孜郷）、カルキ郷（喀拉克爾郷）、オイトグラク郷（奥依托格拉克郷）、アッチャン郷（阿羌郷）、イェンギバグ郷（英巴格郷）、シウォル郷（希吾勒郷）、ダリヤボイ郷（達里雅布依郷）

## 資源環境
- 南部は地下水が豊富で、農牧業が発達しており果物の郷、中国大葉コトカケヤナギの郷、ムラサキウマゴヤシの郷、玉石の郷、大芸の郷などの称号がある。
- 県内は、金、銅、石炭、石綿などの鉱物が豊富。
- モウコガゼル、チルー、ラクダ、セッケイ、イヌワシなど国歌で保護されている動物が多数見られる。
- 県は自然が美しく、昆侖風光、雪域聖湖、沙海風情、世外桃源の四大観光名所がある。

## 交通

### 航空
- 于田万方空港（中国語版）

### 鉄道
- 中国国家鉄路集団
  - 和若線

### 道路
- 高速道路
  -  西和高速道路
- 国道
  - G315国道